# 佐藤滋 (俳優)
佐藤滋（さとう しげる、1974年12月26日 - ）は、日本の俳優。新潟県出身。青年団所属。玉川大学文学部、文学座付属演劇研究所卒業。KAKUTA出身。

## 出演

### テレビドラマ
- 相棒（テレビ朝日）
  - season4 第3話「黒衣の花嫁」（監督：長谷部安春、2005年10月26日） - 横山欧彦 役
  - season9 第8話「ボーダーライン」（監督：橋本一、2010年12月15日） - リサイクルショップ店長・尾崎裕也 役
  - seson17 第15話「99%の女」（監督：内片輝、2019年２月13日） - 経済産業省技術開発振興課課長・ 西崎譲 役
- SP 警視庁警備部警護課第四係 第3・4話（監督：本広克行、フジテレビ） - 福島刑事 役
- 大河ドラマ「龍馬伝」 第9話（監督：大友啓史、NHK）
- パーフェクト・リポート 第4・5・9話（監督：石川淳一・岩田和行、フジテレビ）
- 月曜ゴールデン「警視庁南平班〜七人の刑事〜」（監督：中前勇児、TBS）
- ストロベリーナイト 第8話（監督：佐藤祐一、フジテレビ）
- ダブルス〜二人の刑事 第5話（監督：塚本連平、テレビ朝日）
- 明日の約束 第3・4話（監督：小林義則、関西テレビ）
- 健康で文化的な最低限度の生活 第9話（関西テレビ） - 金子敏邦 役

### 映画
- 短編映画「男の見分け方」（深川栄洋監督）
- NHKショートフィルム「サクラ咲く頃」（亀山サトシ監督）
- プラチナデータ（大友啓史監督） - 小海刑事 役
- るろうに剣心 京都大火編 / 伝説の最期編（大友啓史監督） - 白尉 役
- ケアニン（鈴木浩介監督） - 和泉 役

### CM
- エステー化学「どこでも消臭プラグ 天下無臭篇」（2005年）
- ライオンズマンション（2006年）
- SONY「ロケーションフリー HomeHD」店頭VP（2007年）
- マクドナルド「企業 食育」（2008年）
- アットホーム「新しい家族（売買）篇」（2011年）
- コニカミノルタ企業CM「プロのニーズで生まれた」篇（2011年）
- 花王「メリーズ」（2013年） - 声のみの出演
- ソニー損保自動車保険
- Spotify「さあ、何を聴こう。エレベーター篇」（2020年）

### 舞台
- 「猫とバイオリン」 作：金井博文 演出：桑原裕子（1999年、タイニイアリス）
- 「他所(よそ)へ」 作：金井博文 演出：桑原裕子（1999年、こまばアゴラ劇場）
- 「ショートハウス」 作：金井博美 演出：桑原裕子（2000年、こまばアゴラ劇場）
- パルテノン多摩小劇場フェスティバル参加作品「ショートハウス」（2000年、パルテノン多摩小劇場）
- 「'00＜zero zero＞」作：金井博美 演出：桑原裕子（2000年、西荻ウエンズスタジオ）
- ラフカット2000「夢ならいいのに」作：矢口史靖 演出：ケラリーノ・サンドロヴィッチ（2000年、新宿全労済ホール スペース・ゼロ）
- 「とまと」作：金井博美 脚色・演出：桑原裕子（2001年、ザムザ阿佐ヶ谷）
- 「とまと2001」（2001年、こまばアゴラ劇場）
- タテヨコ企画「測量」 作・演出：横田修（2001年、こまばアゴラ劇場）
- CAB DRIVER「肌の融点」作：日下由子 演出：いのべけんじ（2001年、中野ザ・ポケット）
- KAKUTA「東京鉄火青年」（2002年、下北沢駅前劇場）
- 東京タンバリン「ぐずるぜ」作・演出：高井浩子（2002年、下北沢駅前劇場）
- KAKUTA×プラチナペーパーズ vol.1「北極星から十七つ先」作：桑原裕子 演出：堤泰之（2002年、高円寺明石スタジオ）
- ペテカン「夢におちる」（2002年、下北沢駅前劇場）
- ペテカン「エヴリデイ エヴリナイト」（2002年、THEATER TOPS）
- KAKUTA「くちびるに歌を待て」（2003年、下北沢駅前劇場）
- ペテカン「満月フィルム」（2003年、THEATER TOPS）
- KAKUTA×プラチナペーパーズvol2「あおはるぽぉず'72」作：桑原裕子 演出：堤泰之（2003年、下北沢駅前劇場）
- 「蘭学事始」作・演出：鈴木哲也（2003年、高田馬場アートボックス）
- kAKUTA「ムーンライトコースター」（2004年、花やしき）
- KAKUTAとアルケミスト「朗読の夜」（2004年、site）
- KAKUTA「RootBeer」（2004年、高円寺明石スタジオ）
- KAKUTA若手実験公演 Vol2「無敵」（2005年、アートスペースリビーナ）
- KAKUTA「南国プールの熱い砂」（2005年、青山円形劇場）
- 椿組「新宿ブギウギ」 作：鈴木哲也 演出：伊東由美子（2005年、新宿花園神社境内特設ステージ）
- KAKUTA「北極星から十七つ先」 （2005年、シアタートラム）
- Sound Play another style 朗読の夜#3 「満天の夜」（2006年、東急まちだスターホール）
- 俳優座劇場プロデュース「東京原子核クラブ」 作：マキノノゾミ 演出：宮田慶子（2006年、俳優座劇場）
- KAKUTA「ムーンライトコースター」（2006年、ゆうえんち浅草花やしき）
- KAKUTA「甘い丘」（2007年、シアタートラム）
- 「雪まろげ」 演出：マキノノゾミ（2007年、帝国劇場/博多座）
- KAKUTA朗読の夜第4弾 KAKUTAと川上弘美+Friends「神様の夜」 読本：川上弘美 構成・演出：桑原裕子（2007年、恵比寿Site）
- タテヨコ企画第15回公演「カタカタ祭り」「うそつきと呼ばないで」 作・演出：横田修（2007年）
- KAKUTA「目を見て嘘をつけ」作・演出：桑原裕子（2008年、シアタートラム）
- テレビ東京・StudioLife・銀河劇場プロデュース公演「カリフォルニア物語」 原作：吉田秋生 演出：倉田淳（2008年、天王洲 銀河劇場）
- 明治座5月公演「蝉しぐれ」 原作：藤沢周平 演出：金子良次（2008年、明治座）
- 「東京原子核クラブ」 作：マキノノゾミ 演出：宮田慶子（2008年、俳優座劇場）
- 朗読劇「宇宙百貨活劇」 作：長野まゆみ 演出：川眞樹（2009年、Fire Mama 五反田）
- KAKUTA 「さとがえり」 作：桑原裕子（2009年、ザ・スズナリ）
- 「東京原子核クラブ」作：マキノノゾミ 演出：宮田慶子（2009年、全25会場）
- KAKUTA「甘い丘」 作・演出：桑原裕子（2009年、シアタートラム）
- ナギプロ・パーティ 単独ライブ「お金がない!」 作・演出:凪沢渋次（2009年、しもきた空間リバティ）
- NHKシアター・コレクション2010 KAKUTA「目を見て嘘をつけ」 作・演出：桑原裕子（2010年）
- 「東京原子核クラブ」作：マキノノゾミ 演出：宮田慶子（2010年、静岡エリア全13会場）
- 空想組曲「ドロシーの帰還」 作・演出：ほさかよう（2011年、赤坂RED THEATER）
- 劇団たいしゅう小説家 企画ユニット「サダオのサダメ 〜ベイビー・ドン・クライ〜」 作・演出：吉村ゆう（2011年、萬劇場）
- 「東京原子核クラブ」作：マキノノゾミ 演出：宮田慶子（2011年、俳優座劇場 他10会場）
- 文月堂#7「ちょぼくれ花咲男」 作・演出：三谷智子（2011年、サンモールスタジオ）
- 「東京原子核クラブ」作：マキノノゾミ 演出：宮田慶子（2012年、俳優座劇場 他）
- Ring-Bong 「名も知らぬ遠き島より」作・演出：山谷典子（2012年、サイスタジオ）
- スタジオライフ『PHANTOM 語られざりし物語 The Kiss of Christine』 脚本・演出：倉田淳（2012年、シアターサンモール）
- ガレキの太鼓 のぞき見公演＃4「おくりびと編」（2013年）
- ガレキの太鼓 「雪が降ってるのなど見たことないが気のせいか」作・演出：館そらみ（2014年、こまばアゴラ劇場）
- 青年団・こまばアゴラ演劇学校”無隣館”「S高原から」作・演出：平田オリザ（2014年、こまばアゴラ劇場）
- ミナモザ「WILCO」作・演出：瀬戸山美咲（2014年、座・高円寺）
- うさぎストライプと木皮成「デジタル」作・演出：大池容子（2014年、こまばアゴラ劇場）
- 青年団「暗愚小傳」作・演出：平田オリザ（2014年、吉祥寺シアター）
- 青年団若手自主企画 山内企画「trip」（2014年、アトリエ春風舎）
- 青年団・こまばアゴラ演劇学校”無隣館”「南へ」作・演出：平田オリザ（2015年、こまばアゴラ劇場）
- 青年団若手自主企画 キムラ企画「あっち無為て本意」（2015年、アトリエ春風舎）
- 青年団「冒険王」/青年団＋第12言語演劇スタジオ「新・冒険王」作・演出：平田オリザ　ソン・ギウン（2015年、吉祥寺シアター）
- うずめ劇場「アントニーとクレオパトラ」作：Wシェイクスピア・演出：ペーター ゲスナー（2016年、両国シアターX）
- 青年団「さよならだけが人生か」作・演出：平田オリザ（2017年、吉祥寺シアター）
- カクシンハン「タイタス・アンドロニカス」作：Wシェイクスピア・演出：木村龍之介（2017年、吉祥寺シアター）
- 青☆組「グランパと赤い塔」作・演出：吉田小夏（2017年、吉祥寺シアター）
- 青年団「日本文学盛衰史」原作：高橋源一郎　作・演出：平田オリザ（2018年、吉祥寺シアター）
- 青年団「東京ノート　インターナショナルバージョン」（2019年、KIAC、利賀村）
- 下田企画「豊かさ」作・演出：下田彦太（2019年）
- 青年団「東京ノート」作・演出：平田オリザ（2020年）
- やしゃご「ののじにさすってごらん」作・演出：伊藤毅（2020年）
- 佐藤滋とうさぎストライプ「熱海殺人事件」作：つかこうへい　演出：大池容子（2021年）
- やしゃご「てくてくと」作・演出：伊藤毅（2021年）
- 青年団「KOTATSU」作・演出：パスカル・ランベール（2021年）
- ヌトミック「ここ！」構成・演出：額田大志（2022年）
- ほろびて「心白」作・演出：細川洋平（2022年）
- やしゃご「きゃんと、すたんどみー、なう。」作・演出：伊藤毅（2022年）
- 青年団「日本文学盛衰史」作・演出：平田オリザ（2022年）
- こまばアゴラ劇場国際演劇交流プロジェクト2023「KOTATSU」(2023年)
- 世田谷シルク「工場」「夜景には写らない」作：堀川炎（2023年）
- 滋企画「K2」作：パトリック・メイヤーズ　演出：伊藤毅（2023年）
- 「ドクターズジレンマ」作：バーナード・ショー 演出：小笠原響（2024年）[1]
- パンケーキの会 公演＋リーディング「熊」作：アントン・チェーホフ 演出：伊藤毅（2024年）[2]
- 滋企画「オセロー」作：Wシェイクスピア　演出：ニシサトシ（2024年）
- 劇団印象-indian elephant- リーディング公演「グローバル・ベイビー・ファクトリー」作・演出：鈴木アツト（2024年）[3]